# Groß (Patrizier)

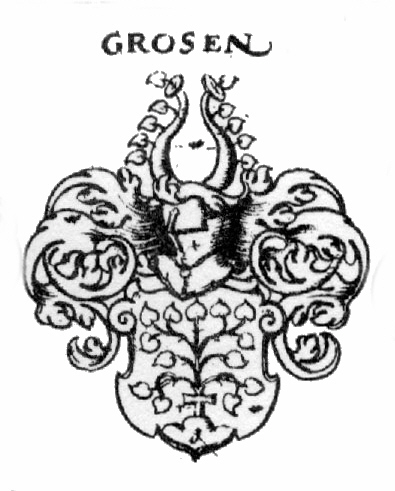
Das Wappen der Groß

Die Groß waren eine angesehene Patrizierfamilie der Reichsstadt Nürnberg, erstmals urkundlich erwähnt im Jahr 1274. Die Groß waren, mit kurzen Unterbrechungen, von 1319 bis 1558, im Inneren Rat vertreten und gehörten nach dem Tanzstatut zu den zwanzig alten ratsfähigen Geschlechtern.

## Geschichte

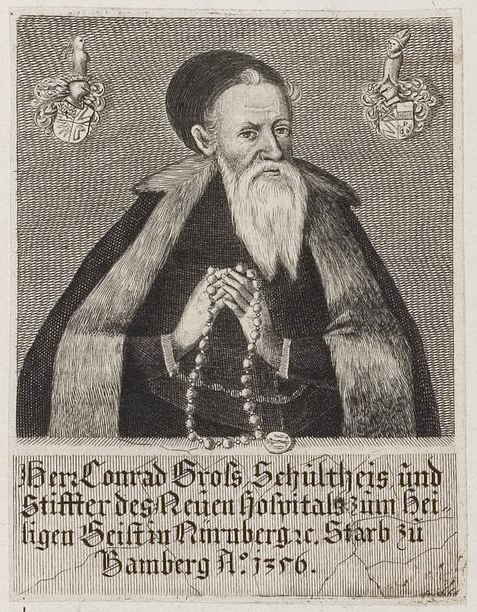
Konrad Groß (um 1280–1356), Rats- und Handelsherr, Stifter des Heilig-Geist-Spitals

Der Ursprung der Groß ist vermutlich auf die Ministerialität aus dem Nürnberger Umland zurückzuführen. Der erste überlieferte Groß ist „Heinricus Divus“ (Heinrich der Reiche, ca. 1250–1314/17), der Sophia von Vestenberg aus einem Reichsministerialengeschlecht heiratete. Seine sechs Söhne und zwei Töchter gingen sämtlich Heiratsverbindungen mit Familien aus dem Nürnberger Patriziat ein, in das die Familie Groß mit ihrer Aufnahme in den Inneren Rat im Jahr 1319 schon früh eintrat.
Die Groß waren geschäftlich mit der Stromerschen Handelsgesellschaft, aber auch mit den Mendel und Stark verbunden, sowie im böhmischen Kupferbergbau um Kuttenberg und im Viehhandel vertreten. Sie übten mehrfach das Amt des Reichsschultheißen aus, verwalteten lange Zeit den Zoll und die Reichsmünzstätte in Nürnberg, sowie das Gericht von Heroldsberg.
Konrad Groß (um 1280–1356), der bekannteste Vertreter des Geschlechts und Sohn von Heinrich dem Reichen, war der wohlhabendste Nürnberger seiner Zeit. Er war auch Finanzier des Bischofs von Bamberg und Kaiser Ludwigs des Bayern. Er stiftete 1339 das Nürnberger Heilig-Geist-Spital und beteiligte sich, zum Missfallen seiner Kinder, in den folgenden Jahren noch an etlichen Klosterstiftungen.
Seine Nachfahren verschuldeten sich zusehends und mussten ihre Besitztümer verkaufen. Mit Sebastian Groß starb 1589 der letzte des Geschlechts völlig mittellos als Pfründner im Heilig Geist Spital.

## Ehemalige Besitzungen (Auszug)
In und um Nürnberg herum hatten die Groß umfangreiche Besitzungen. Ihr Nürnberger Stammhaus war das später Plobenhof genannte Gebäude am Hauptmarkt (1945 zerstört), den Leupolt Groß 1377 verkaufen musste. Unter anderem besaßen sie seit dem 14. Jahrhundert:
- 1336–1403 die Gleißhammermühle (Vorgänger des Zeltnerschlosses)
- um 1410–1438 den Staubershammer (mit der ruinösen Burg Festenberg) bei Auerbach in der Oberpfalz
- 1363–1372 das Schloss Unterbürg in Laufamholz
- ????-???? die Oberbürg in Laufamholz
- ????-???? das Gelände zwischen Fleischbrücke und Plobenhof (dem Familiensitz)
- ????-???? die Pfandschaft an der Frankfurter Münze

Konrad Groß hatte außerdem noch einträgliche Pfandschaften über die bambergischen Ämter Herzogenaurach, Schellenberg und Büchenbach inne.

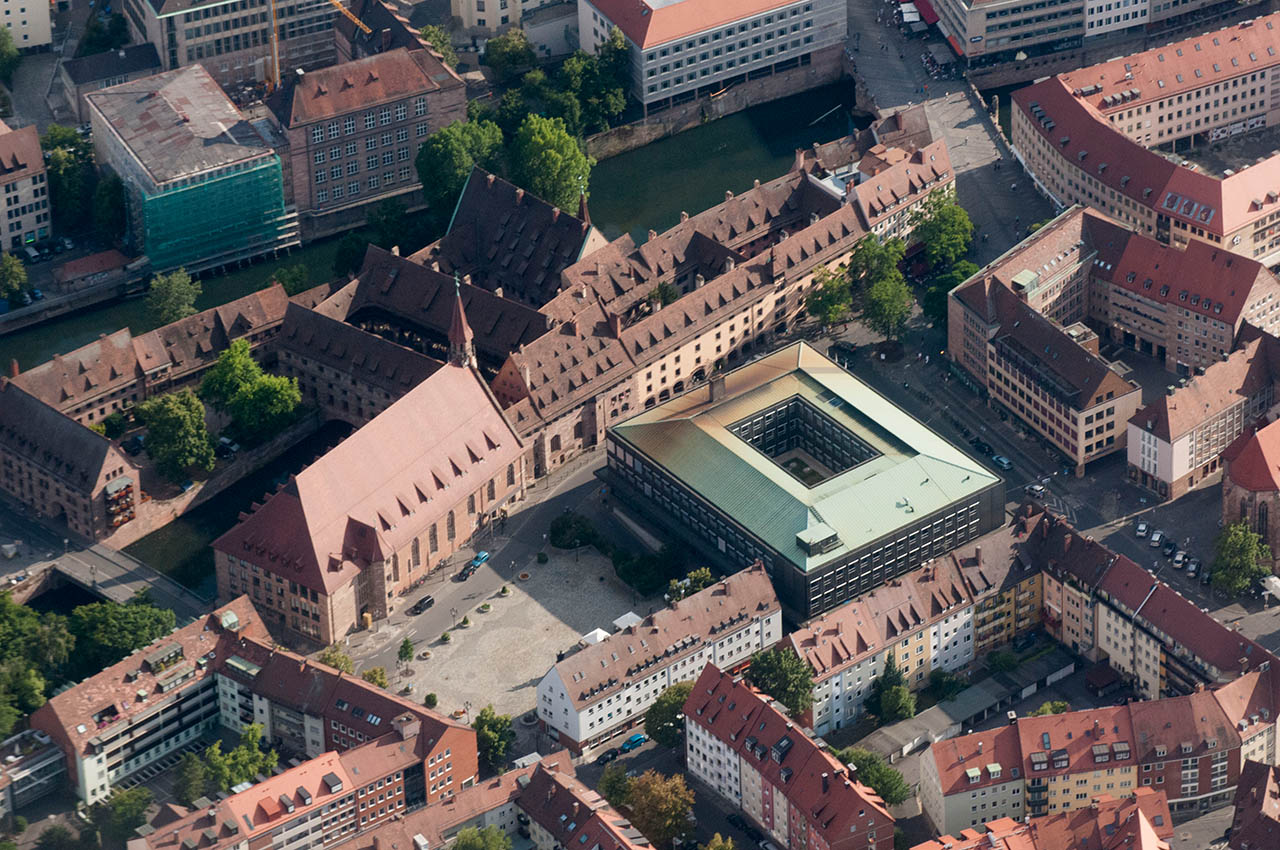
Heilig-Geist-Spital, gestiftet 1339
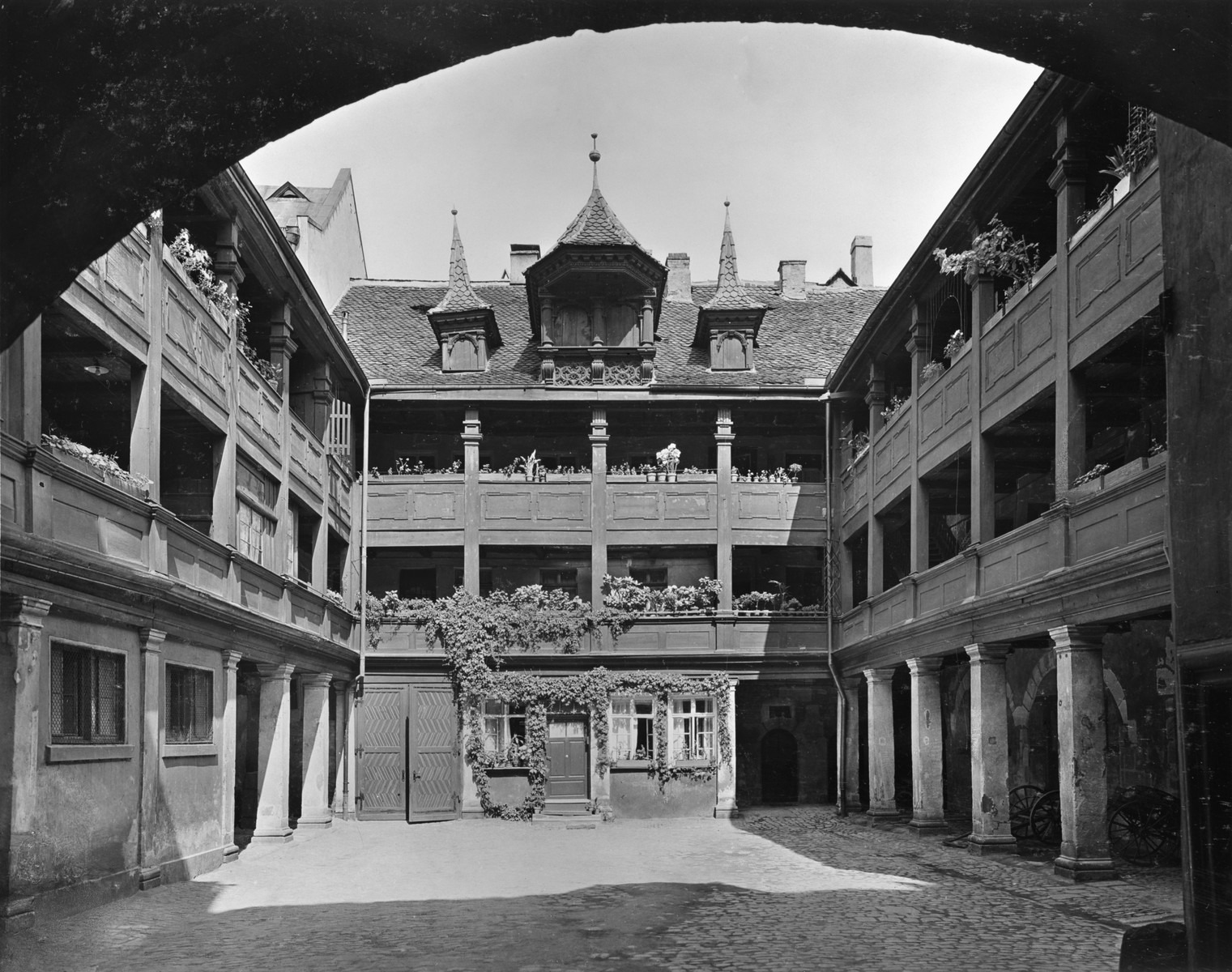
Plobenhof, Nürnberg

## Stiftungen (Auszug)

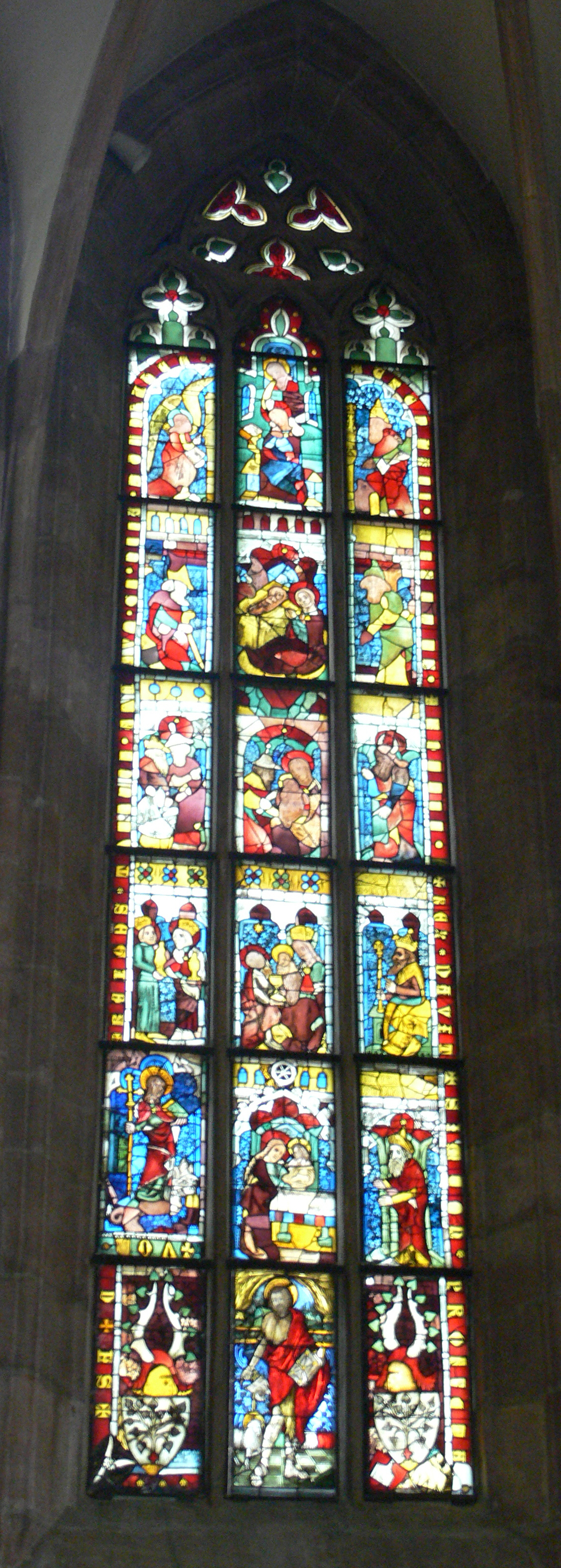
Groß-Fenster in der Marthakirche, um 1390

- Stiftung des Heilig-Geist-Spitals in Nürnberg, 1339
- Beteiligung an der Stiftung des Zisterzienserinnenklosters Himmelthron mit Kunigunde von Orlamünde (heute: Hallerschloss Großgründlach), 1343
- Beteiligung an der Spitalstiftung der Kitzinger Benediktinerinnen (heute: Ursulinenkloster Kitzingen), 1344
- Stiftungen für das Kloster Pillenreuth, 1345
- Groß-Fenster in der Marthakirche, um 1390 gestiftet[4]

## Bekannte Familienmitglieder
- Konrad Groß (um 1280–1356), Rats- und Handelsherr, Stifter des Heilig-Geist-Spitals
- Philipp Groß (um 1290–nach 1355), Stadtbaumeister von Nürnberg, Architekt des gotischen Saalbaues des Alten Rathauses

## Wappen
In Silber auf goldenem Dreiberg ein aus einem roten Kreuz hervorwachsender grüner Lindenzweig.